# 长围村围屋
24°52′34″N 114°12′36″E / 24.87611°N 114.21000°E
长围村围屋位于中国广东省韶关市始兴县罗坝镇燎原行政村长围自然村，2011年被列为第三次全国文物普查百大新发现之一，2013年3月被列为第七批全国重点文物保护单位。
长围村围屋建于清咸丰五年（1855年），由围楼、祖堂和民居组成，坐北向南，平面呈长方形，总面阔52米，总进深62.8米，占地面积3265平方米，共四层，高15米。

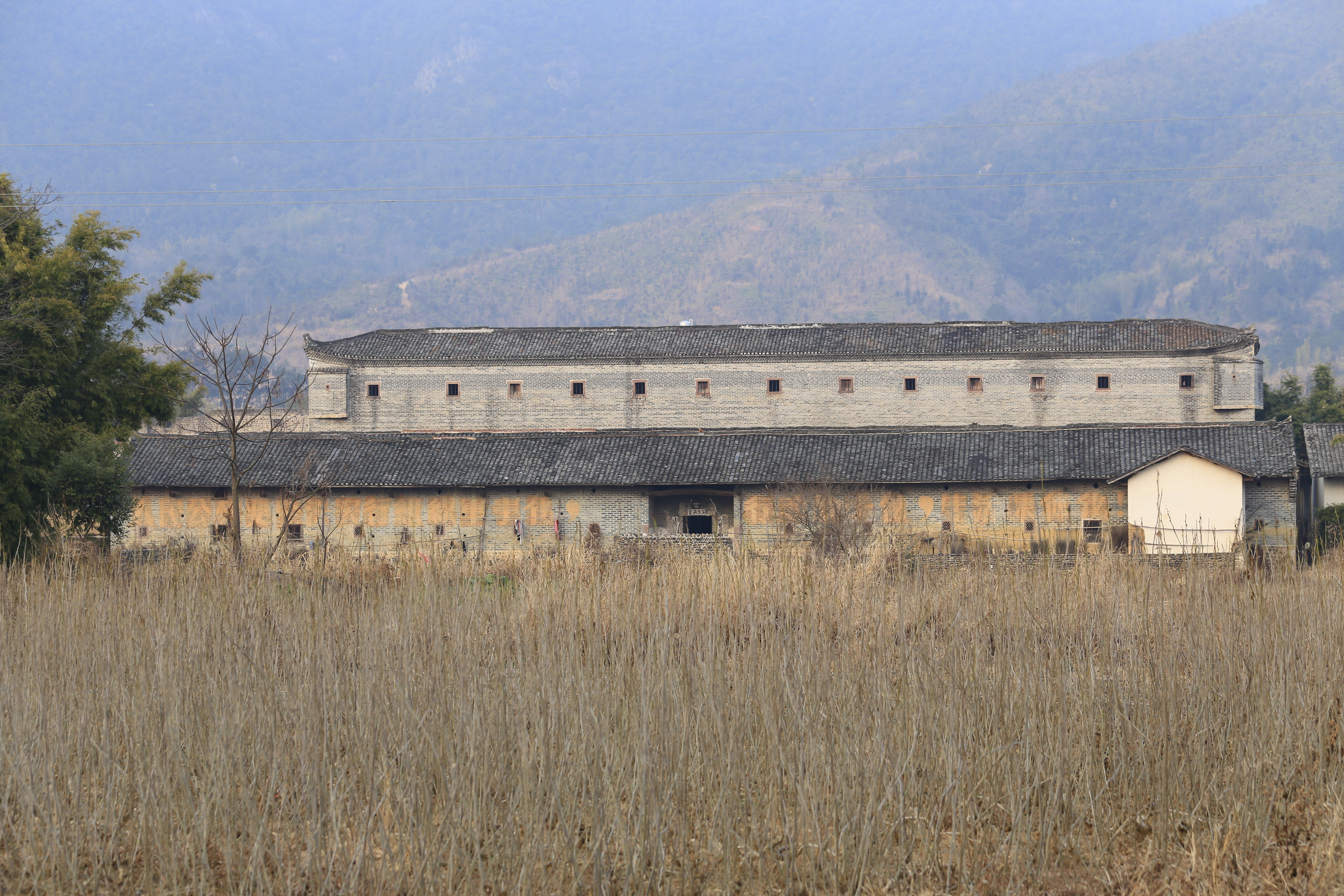